# Diadema de Alicia

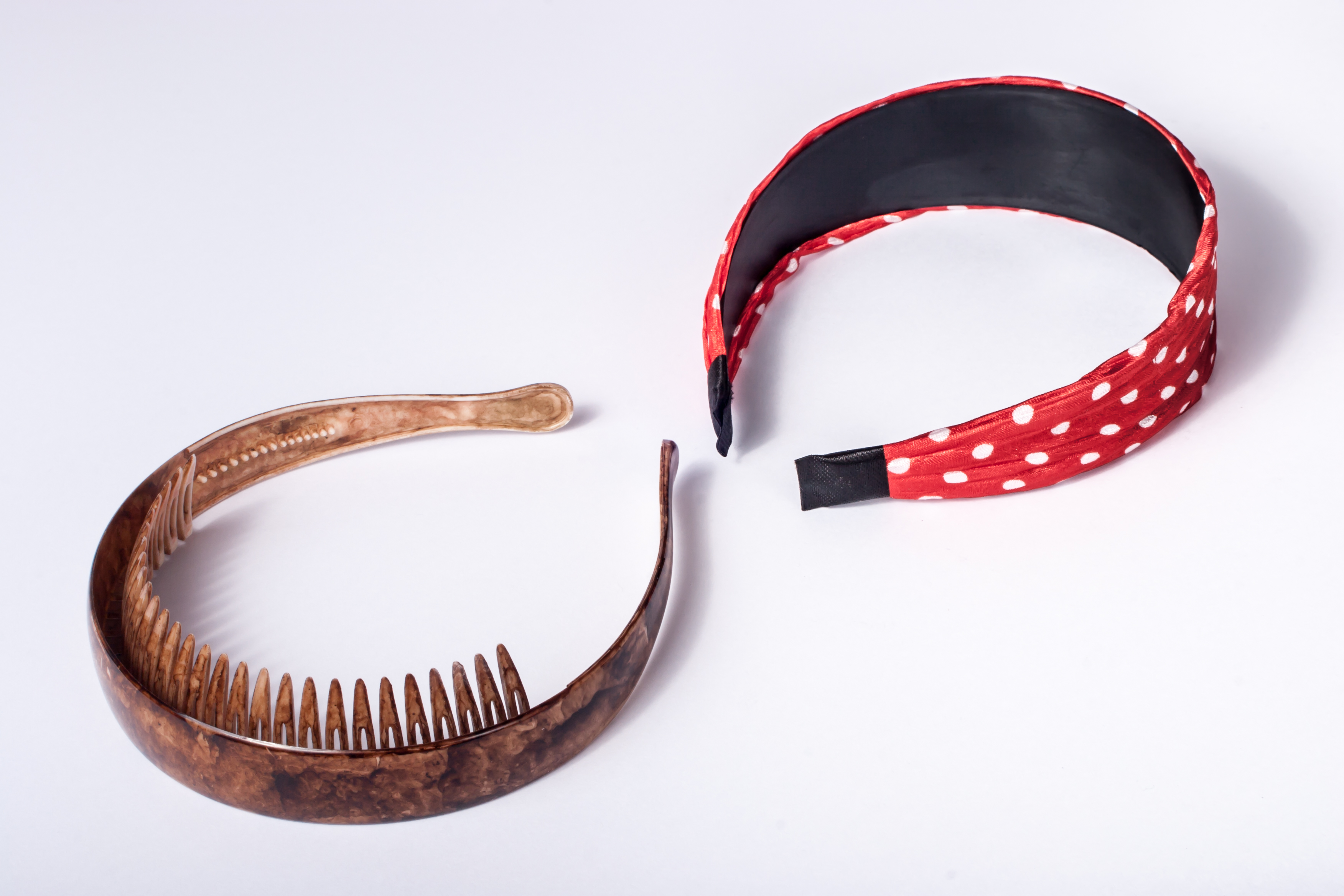
Bandas de Alicia fabricadas en plástico y tela reforzada

Una banda o diadema de Alicia es un tipo de accesorio para el cabello. Puede consistir en un material plástico flexible en forma de herradura o en un material elástico que forma un bucle. La banda está diseñada para ajustarse sobre la cabeza y mantener el cabello largo alejado de la cara, pero dejando que cuelgue libremente en la parte posterior.

## Historia

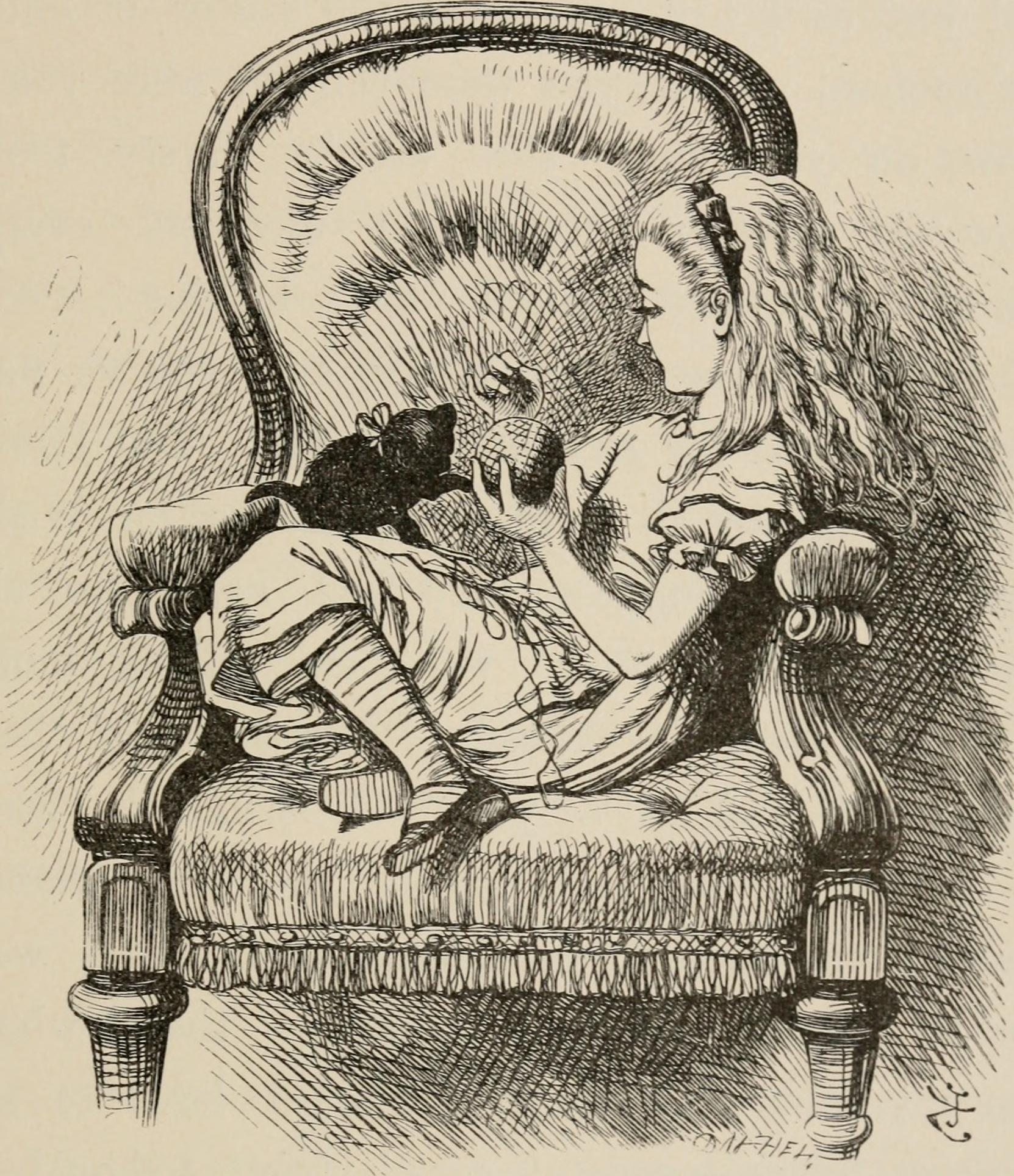
Alicia, dibujada por John Tenniel en A través del espejo.

Se dice que la diadema de Alicia se originó alrededor de 1871, después de la publicación de la novela A través del espejo de Lewis Carroll; en cualquier caso, el nombre de la diadema de Alicia proviene sin duda de Alicia, la heroína de Carroll. En las ilustraciones de John Tenniel para este libro, se muestra a Alicia usando una cinta que mantiene su largo cabello alejado de su rostro.
La diadema de Alicia ha tenido períodos de popularidad en la moda adulta, siendo más reciente su auge a finales del siglo XX, cuando las versiones de terciopelo fueron populares entre los Sloane Rangers en el Reino Unido.
La diadema de Alicia solía ser un artículo casi exclusivamente femenino, pero ha ganado popularidad entre los hombres en algunos países, siendo utilizada, por ejemplo, por David Beckham y Jack Grealish.